# فرناندو ويلهلم
فرناندو ويلهلم (بالإسبانية: Fernando Wilhelm)‏ هو لاعب كرة الصالات ‏ أرجنتيني، ولد في 5 أبريل 1982 في بوينس آيرس في الأرجنتين.

## وصلات خارجية
- فرناندو ويلهلم على موقع الاتحاد الدولي (مؤرشف)  (الإنجليزية)